# Kapucijnenklooster (Lier)
Het Kapucijnenklooster was een klooster in de Antwerpse stad Lier, gelegen aan de huidige Kapucijnenvest.

## Geschiedenis
De paters kapucijnen kwamen in 1585 naar de Zuidelijke Nederlanden en vestigden zich te Antwerpen. In 1599 volgde een vestiging te Mechelen.
In 1624 werd grond te Lier aangekocht, in 1626 werd de eerste steen gelegd en in 1628 waren de gebouwen gereed. De kerk was gewijd aan Onze-Lieve-Vrouw-Onbevlekt-Ontvangen. De kloostergebouwen waren sober, doch ruim.
De Kapucijnen hielden zich vooral bezig met de geestelijke verzorging zoal prediking en biecht horen. Daarnaast werden zieken verzorgd, zoals bij de pestepidemieën van 1636 en 1652. In 1753 werd nog een vleugel bijgebouwd. In 1796 woonden er nog 20 paters en 4 broeders. Deze stonden op een lijst die -verplicht door het Franse bewind- moest worden opgesteld. Vermoedelijk op 6 januari 1797 werd het klooster opgeheven. De gebouwen werden openbaar verkocht en kwamen op 4 november 1797 in bezit van een opkoper, een genaamde Speth. Deze liet de gebouwen slopen en een aantal roerende bezittingen kregen een plaats in een andere kerk of bij een particulier.
De kloosterlingen verspreidden zich, en een nieuwe vestiging van de orde te Lier bleef uit.
In 1839 vestigden zich op de plaats van het vroegere klooster de zusters ursulinen; dit waren de grondlegsters van het Sint-Ursula Instituut, een scholencomplex.